# Saint-Michel-d'Euzet
 Saint-Michel-d'Euzet  es una población y comuna francesa, situada en la región de Languedoc-Rosellón, departamento de Gard, en el distrito de Nimes y cantón de Bagnols-sur-Cèze.

## Demografía
| 342 | 309 | 358 | 467 | 512 | 598 |
| Para los censos de 1962 a 1999 la población legal corresponde a la población sin duplicidades (Fuente: INSEE [Consultar]) |     |     |     |     |     |